# Lista picturilor reprezentative realizate de Nicolae Grigorescu
Acest articol dezvoltă secțiunea Opera a articolului principal Nicolae Grigorescu.

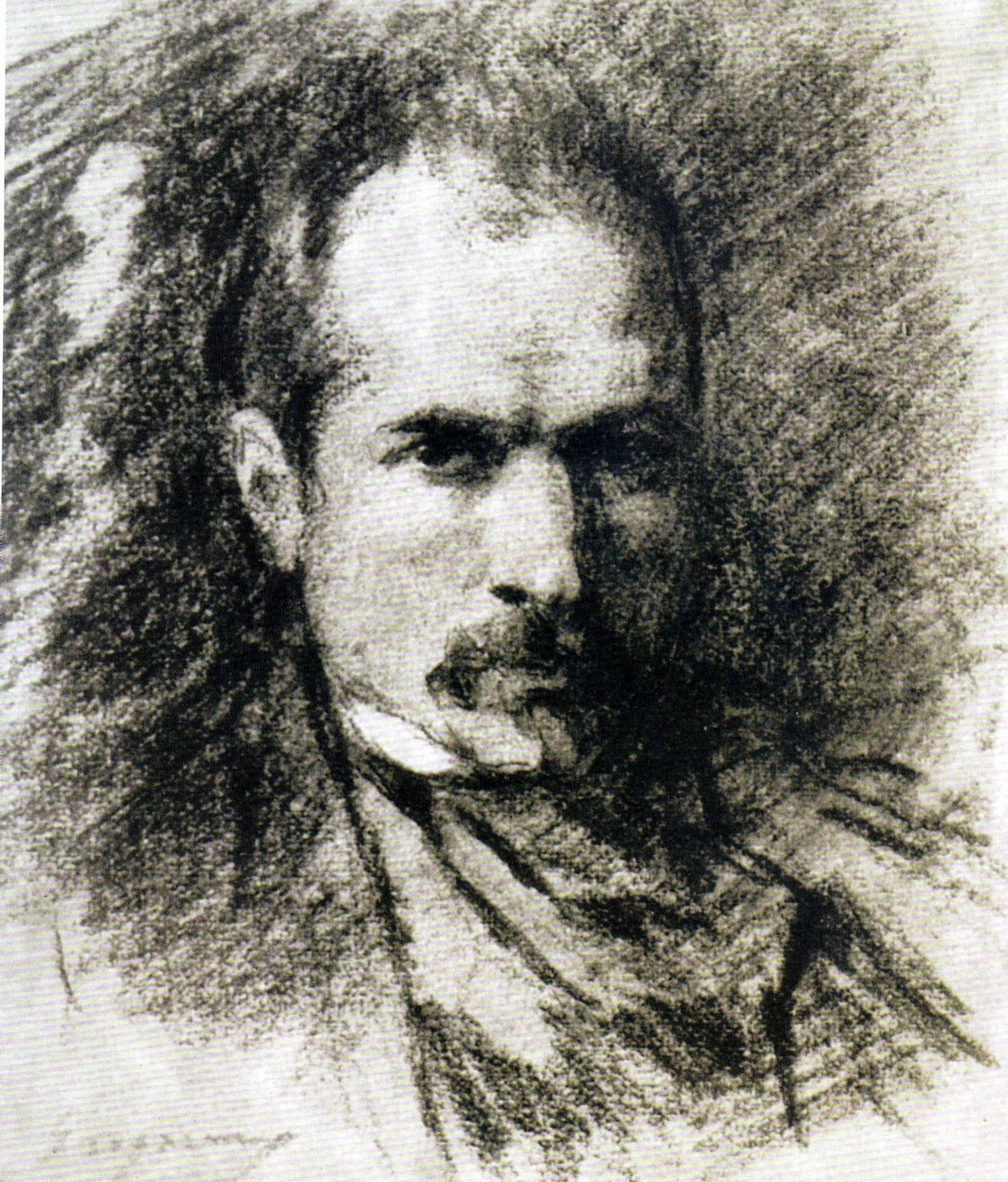
Autoportret

„În desfășurarea marelui său talent, pictorul din Câmpina apare cu aceleași trei mari însușiri, pe care până acum nu le împarte, nici în cea mai mică, măsură, cu nimeni.
Cea mai însemnată, din ele, nota dominantă a sufletului său de artist, e adevărul. Tablourile sale sunt reale, autentice, cu totul în același înțeles în care e autentic un vechi hrisov, cu scriptura sa deosebită, cu podoabele sale particulare, cu stilul său anumit, ce nu se poate născoci de un interesat. Aceste lucruri au fost și sunt, dar noi am știut de ele, deși trăim în mijlocul lor, numai când acest pictor a venit să ne spuie, pe când atâția mâzgăleau din amintire sau din fantezie, că țara noastră, țara neamului nostru are acest cer, această lumină, aceste perspective și că fiii ei cei mai adevărați, subt pânzăturile lor aspre, au, când sunt veseli, acest zâmbet, și acest înțeles în ochii adânci atunci când îi fură taina vieții sau a firii.
Grigorescu nu caută, nu combină, nu potrivește prin nici un meșteșug, măcar din cele mai îngăduite și mai intrate în obiceiul tuturor pictorilor. El nu se gândește că din potrivirea cutărui grup cu o anumită natură ar putea să rezulte un efect, care poate să intereseze și să placă. Goana după subiect, după subiectul nou, cum se zice, îi e cu desăvârșire necunoscută și, desigur, neînțeleasă. Noul e în ochii săi, în acei ochi străbătători, de diamant negru, și acel nou nu e momeală, ingeniozitate, prefacere sau prefăcătorie, ci e adevărul; mărimea sufletului său curat se înfrățește de-a dreptul cu aceeași mărime curată a naturii. Mâna se mișcă de la sine, și bucata de pânză se preface într-o destăinuire fermecătoare a amănuntului de viață ce a răsărit în calea pictorului. El n-ar ști să deosebească însă partea lui în această veșnicie a unui colț din lumea noastră. În frăția de toate zilele cu natura, nu s-a gândit niciodată să facă o hotărnicire a stăpânirii sale. Ce e al ei, e și al lui; ea-l împărtășește cu toate frumusețile; el le privește pe toate, le reproduce cu o măreață supunere, care-l înalță mai mult decât orice invenție trufașă. Arta lui, totuși așa de puternic personală, prin osteneala îndelungată, prin jertfa de o viață întreagă cu care a cucerit-o, ajunge la acea culme, păstrată pentru foarte puțini aleși: impersonalitatea. Nu zici alta decât că: e așa, și e foarte frumos pentru aceea. Natura binevoiește a iscăli ceea ce a ieșit din mâna închinătorului ei celui mai sincer.
A doua însușire e poezia. Există o poezie fabricată, o poezie de manufactură, care ne înjgheabă lesne în afară de lucrurile care sunt, poezia decorurilor de carton și subiectelor rare, străine, vechi, fantastice. Dar e și o alta, o mare poezie sfioasă, pentru găsirea căreia se cere și vitejia, și răbdarea, și nevinovăția unui Făt-Frumos al poveștilor. Cea dintâi trebuie necontenit reînnoită, dreasă, spoită; cealaltă e de o credință veșnică și nu se deslipește niciodată de cel ce a cucerit-o. Ea se îmbină de acolo înainte cu gândul, cu spusa sau fapta cuceritorului. Din tablourile lui Grigorescu ea nu s-a despărțit și nu se va despărți niciodată și pare așa de simplă, încât neînțelegătorul își închipuie poate că se găsește pentru orice trecători la răspântie, pe când pentru a o găsi și robi trebuie tot avântul neobosit al unui suflet mare.
Grigorescu e fecund, bogat, nemărginit în această însușire a lui. Bătrânețea sa e aproape tot așa de harnică precum i-au fost anii tinereții. Unii pot găsi că el a făcut multe tablouri. Pentru dânsul, cred că această noțiune nu există. El ascultă, de chemări ce nu se discută, și aceste chemări îi vin așa cum voiesc ele. Nu se teme deci, și nu se laudă pentru îmbelgușarea operei sale.”
-- Nicolae Iorga - (Fragment din Expoziția Grigorescu, Semănătorul, ianuarie 1904; reluat în O luptă literară, vol. I, 1916. Reprodus din Scrieri despre artă, antologie și prefață de Barbu Theodorescu, Editura Meridiane, București, 1968)

## Picturi reprezentative
|  | Titlu: Peisaje realizate la Barbizon • Datare: 1863-1869• Colecție: MNAB Peisajele pe care Nicolae Grigorescu le-a realizat la Barbizon exprimă parcursul pe care acesta l-a făcut de la stilul neoclasic, pe care l-a practicat până la vârsta de douăzeci și doi de ani în pictura de factură bisericească, la maturizarea sa ca pictor peisagist, trecând prin romantism, realism și impresionism. Acest parcurs a presupus asimilarea conceptelor romantismului lui Pierre-Paul Prud'hon și Eugène Delacroix, realismului practicat de Jean-François Millet, Gustave Courbet și Théodore Rousseau, precum și înțelegerea ideilor pe care precursorii impresionismului Eugène Boudin, Jean-Baptiste Camille Corot și Charles-François Daubigny începuseră a le populariza în rândul artiștilor. Vezi articolul principal: Peisaje realizate la Barbizon |
|  | Titlu: Paznicul de la Chailly • Materiale: ulei/pânză• Dimensiuni: 88×72cm• Datare: nedatat/estimat 1867• Colecție: MNAB Acest tablou a figurat la Expoziția Universală de la Paris din 1867 sub titlul Chasseur dans les bois . Prezent la expoziția Societății Amicilor Bellelor Arte din 1873, tabloul a fost cumpărat de Stat și a intrat în Pinacotecă sub titlul de La Chailly. Paznicul este reprezentat sub trăsăturile unui bărbat în vârstă, cu favoriți, caschetă de vânătoare, îmbrăcat cu o bluză de mătase și încins cu diagonală. Expresia denotă preocupările de pătrundere fizionomică ale pictorului. Vezi articolul principal: Paznicul de la Chailly |
|  | Titlu: Mocanul • Materiale: ulei/pânză• Dimensiuni: 56x33.5cm• Datare: nedatat/estimat 1867• Colecție: MMCB Cu toate că lucrarea Mocanul nu a fost semnată și nici datată de către artist, critica de artă a datat-o în anul 1867, în scurta perioadă în care pictorul a revenit de la Barbizon în România. Mocanul lui Nicolae Grigorescu, a fost prima imagine adevărată, înțeleasă și trăită în toată adâncimea țăranului român. În rusticitatea ei autentică și în simplitatea ei debordantă, ea s-a ridicat de-a lungul timpului deasupra tuturor chipurilor grațioase pe care artistul le-a creat. Lucrarea Mocanul reprezintă o imagine familiară a oamenilor care au trăit în România, acolo unde ciobanii duceau oile la munte în mijlocul primăverii și apoi le coborau toamna la Dunăre, când venea vremea rea. S-au pictat în România sute și sute de tipuri de țărani, chiar de Grigorescu. Este de remarcat că niciunul dintre ei nu a fost mai autentic și mai reprezentativ pentru poporul român ca Mocanul. Vezi articolul principal: Mocanul |
|  | Titlu: Maternitate • Materiale: ulei/pânză• Dimensiuni: 30.7x39.5cm• Datare: nedatat/estimat 1867• Colecție: MZ Lucrarea Maternitate a fost semnată de către pictor dar nu a fost datată. Critica de specialitate a stabilit anul în care a fost creată - 1867, an în care artistul a revenit pentru o scurtă perioadă de timp în România de la Barbizon. Tabloul înfățișează interiorul sărăcios al unei case țărănești unde o mamă își veghează copilul adormit. Această tematică a mai fost reluată de Nicolae Grigorescu în tabloul realizat în anul 1870 intitulat Vatra de la Rucăr. Vezi articolul principal: Maternitate |
|  | Titlu: Bătrână cârpind • Materiale: ulei/pânză• Dimensiuni: 55x40.5cm• Datare: 1867• Colecție: MNAB Bătrână cârpind este o pictură realizată de pictorul român Nicolae Grigorescu la Barbizon în anul 1867. Pictura face parte din tematica chipurilor de bătrâne pe care artistul a început s-o trateze în creația sa în perioada 1867 - 1868. În această operă se pot vedea influențele lui Jean-François Millet, ea fiind cea mai valoroasă lucrare a pictorului român în care a fost înfățișată cel mai elocvent vestimenția femeilor de la țară din acele vremuri. Vezi articolul principal: Bătrână cârpind |
|  | Titlu: Spălătorese la râu • Materiale: ulei/pânză• Dimensiuni: 56x96.3cm• Datare: nedatat/estimat 1867• Colecție: MNAB Lucrarea Spălătorese la râu a fost prezentă la Expoziția Tezaurului României din anul 1957, sub numele La râu. Realizarea tabloului a fost datat de către unii analiști în perioada anilor 1863 - 1866, criticul George Oprescu fiind de părere că el ar fi fost făcut în anul 1867. Oprescu a considerat că această operă este un caz tipic de incertitudine în privința datării, ce rezultă din reminiscențele de ordin clasicist pe care le prezintă. El a socotit că modul de abordare și de înfăptuire a acestei picturi, este datorat de intenția artistului de a face pe plac consumatorului de artă din acele timpuri. Vezi articolul principal: Spălătorese la râu |
|  | Titlu: Bătrână cu gâștele • Materiale: ulei/lemn• Dimensiuni: 65.5x34cm• Datare: 1868• Colecție: MNAB Bătrână cu gâștele este o pictură realizată de pictorul român Nicolae Grigorescu la Barbizon. Pictura face parte din tematica chipurilor de bătrâne pe care artistul a început s-o trateze în opera sa în perioada 1867 - 1868. Tabloul a fost donat de pictor familiei Ganne care avea Hanul Ganne de la Barbizon. Tabloul a aparținut familiei până în anul 1910. Ulterior, Hanul Ganne s-a transformat într-un muzeu care avea ca exponate lucrări ale artiștilor Școlii de la Barbizon ce au locuit acolo. La indicația lui Alexandru Vlahuță, Bătrână cu gâștele a fost achiziționată de către fiul pictorului - Gheorghe Grigorescu. Chipurile de bătrâne au început să fie pictate de Nicolae Grigorescu începând din perioada anilor 1867 - 1868. Criticii de artă au considerat că toate aceste chipuri de femei în vârstă ar aminti de opera lui Jean-François Millet, însă George Oprescu a opinat că este o atribuire nedreaptă făcută pictorului francez. Oprescu a socotit că pictura este una cu totul personală, pe care Grigorescu a realizat-o într-un mod admirabil. Vezi articolul principal: Bătrână cu gâștele                                                             |
|  | Titlu: Autoportret • Materiale: ulei/pânză• Dimensiuni: 46x38cm• Datare: 1868• Colecție: MNAB Nicolae Grigorescu a realizat acest Autoportret în anul 1868, el fiind identificat de către critica de artă ca fiind punctul culminant al formației sale profesionale de la Barbizon. Contactul pe care l-a avut cu vechii maeștri la Muzeul Luvru și mai noii săi colegi de la Barbizon, face ca figura inteligentă, energică și serioasă pe care a realizat-o să fie un cumul de cunoștințe dobândite care s-au suprapus pe talentul nativ cu care a fost dotat de către natură. Acest autoportet a fost considerat de către criticii de artă, ca fiind o operă de o importanță majoră pentru întreaga carieră artistică a pictorului român. Tot ce a reușit să exprime în acest autoportret a anunțat o personalitate artistică autentică și apariția unui mare pictor în arta plastică românească. Vezi articolul principal: Autoportret |
|  | Titlu: Portretul Zettinei Urechia • Materiale: ulei/pânză• Dimensiuni: 63x52 cm• Datare: 1869-1870• Colecție: I. N. Dona Portretul Zettinei Urechia este un pictură realizată de pictorul român Nicolae Grigorescu. Lucrarea nu a fost datată și nici semnată de către artist. Istoricul de artă George Oprescu l-a datat ca perioadă de creație în perioada 1869 - 1870. Tabloul face parte din seria de picturi pe care pictorul român le-a realizat imediat după revenirea sa de la studiile pe care le-a făcut la Paris. A executat în principal portretele membrilor familiei Davila - Elena Davila viitoare Petricari, Alexandru Davila, Carol Davila și a celei de a doua soții Ana Davila (fostă Racoviță), și familiei lui V. A. Urechia - Zettina și a sorei sale Emilia Dona. Vezi articolul principal: Portretul Zettinei Urechia |
|  | Titlu: O floare între flori • Materiale: ulei/lemn• Datare: 1870• Colecție: MMNG O floare între flori este o pictură realizată de pictorul român Nicolae Grigorescu. Apariția acestei lucrări de artă a fost consemnată de V.A. Urechia și Constanța Dunca în presă, în luna martie a acelui an. Critica de artă contemporană a considerat că prin comentariile critice pe care cei doi le-au făcut, momentul lansării s-a constituit într-un moment de răscruce în creația artistică a lui Nicolae Grigorescu. Sentimental fiind, Grigorescu a ținut să-și menajeze nu numai propriile porniri afective, ci și nevoile clasei avute din rândul cărei ieșeau toți amatorii de artă. Astfel, Grigorescu a avut de a alege în a reprezenta o realitate mizeră a vieții țărănimii din România și a înfățișa într-un mod pastoral existența unei populații prost îmbrăcate, înfometate, care locuia în bordeie. Tabloul a răspuns pe deplin cerințelor lui Constantin I. Stăncescu care susținea în mod oficial că „... arta trebuie să ne facă să uităm mizeriile vieții”. Vezi articolul principal: O floare între flori |
|  | Titlu: Portretul marelui ban Năsturel Herescu • Materiale: ulei/pânză• Dimensiuni: 114x90cm• Datare: 1870• Colecție: MNAB Portretul marelui ban Năsturel Herescu este p pictură realizată de artistul român Nicolae Grigorescu în luna mai a anului 1870 la comanda Eforiei Spitalelor Civile din România. Există mențiuni documentare care au afirmat că lucrarea ar fi fost executată după o frescă pictată într-o ctitorie bisericească neprecizată a familiei Herescu care ar fi dispărut o dată cu trecerea timpului. Fără niciun dubiu, personajul portretizat este un boier din epoca fanariotă a Țării Românești, un aprig colecționar de petice de moșie, dar un om ce a devenit plin de rafinament prin confortul existenței privilegiate în care a huzurit fără nicio urmă de îndoială. George Oprescu a considerat lucrarea ca un tip foarte bine studiat printr-o pătrundere psihologică ce l-ar fi satisfăcut chiar și pe Bogdan Petriceicu Hasdeu. Vezi articolul principal: Portretul marelui ban Năsturel Herescu |
|  | Titlu: Țiganca de la Ghergani • Materiale: ulei/pânză• Dimensiuni: 150×100cm• Datare: nedatat/estimat 1872• Colecție: MNAB Tabloul Țiganca de la Ghergani aparține Muzeului Național de Artă al României. Țiganca din Ghergani împreună cu Corturi țigănești pe Bărăgan în apus de soare sunt cele mai bune lucrări pe care Nicolae Grigorescu le-a făcut după întoarcerea sa în România din Franța, imediat după anul 1869. Tabloul trebuia să facă parte ca exponat la Expoziția operelor artiștilor în viață din anul 1872 din București. Din cauză că Nicolae Grigorescu a renunțat să participe la acel eveniment artistic, el l-a expus în vitrina magazinului de muzică de pe Podul Mogoșoaiei al vecinului său Alexius Gebauer. Vezi articolul principal: Țiganca de la Ghergani |
|  | Titlu: Coliba • Materiale: ulei/pânză• Dimensiuni: 31x55cm• Datare: nedatat/estimat 1873• Colecție: MNAB Coliba cunoscută și sub numele de Casă de pe Valea Moșneagului, este o lucrare pe care pictorul Nicolae Grigorescu a realizat-o după unii critici de artă în anul 1872 și după alții în anul 1873. Ea face parte din tematica locuințelor precare țărănești - bordeie, colibe, târle și case țărănești, pe care artistul a tratat-o în întreaga sa carieră. Majoritatea picturilor care se încadrează în această tematică au fost făcute cu personaje în aer liber și prin concepția lor se integrează în genul peisagistic. Cele mai reprezentative tablouri de acest gen sunt Bordei în pădure, Târlă părăsită în două variante, Curte la țară, Ograda părăsită și Coliba, aceasta din urmă devenind peste timp, o mărturie importantă privind conștiința de tip social a artistului. Vezi articolul principal: Coliba |
|  | Titlu: Atacul de la Smârdan • Materiale: ulei/pânză• Dimensiuni: 295 cm×388 cm• Datare: nedatat/estimat 1885• Colecție: MNIB Atacul de la Smârdan este o pictură de mari dimensiuni, realizată de pictorul român Nicolae Grigorescu în perioada 1878 - 1885. Lucrarea a fost comandată de Primăria București în anul 1878, contractul de execuție fiind proiectat pentru un termen de trei ani de zile. Termenul a fost cu mult depășit, Grigorescu terminând tabloul în anul 1885. Tabloul se află astăzi în proprietatea Muzeului Național de Istorie al României, el fiind una dintre cele mai importante opere de artă românească ce se află pe teritoriul Românei, excluzând operele lui Constantin Brâncuși. Vezi articolul principal: Atacul de la Smârdan |
|  | Titlu: Pescărița din Granville • Materiale: ulei/pânză• Dimensiuni: 27x35cm• Datare: nedatat• Colecție: privată Pescărița din Granville este o pictură realizată de pictorul român Nicolae Grigorescu după anul 1881. Tabloul a fost semnat în partea dreaptă jos a lui, dar nu a fost datat. El aparține colecției private a Dr. N. I. Dona. În perioada cât a stat în Vitré, Nicolae Grigorescu ajunsese la plenitudinea maturității artistice, la o forță creatoare remarcabilă și la o viziune a naturii și a omului de o mare frumusețe și noblețe plastică. Vezi articolul principal: Pescărița din Granville |
|  | Titlu: Țărancă cu maramă • Materiale: ulei/pânză• Dimensiuni: 43x29cm• Datare: nedatat• Colecție: MNAB Țărancă cu maramă, împreună cu Mocanul, Țărancă din Muscel, Țăranca voioasă și Țărancă de la munte, se remarcă a fi una dintre cele mai bune și mai reprezentative lucrări cu o astfel de tematică din opera grigoresciană. Este redat în ea, minunatul port popular românesc, cu toată bogăția lui de culori, port care este în acest tablou documentar nu numai anecdotic, ci și o parte importantă și integrantă a portretului. El contribuie la conturarea unui profil moral al tinerei țărănci, dându-i în final prestanță și multă noblețe. Vezi articolul principal: Țărancă cu maramă |
|  | Titlu: Țărancă voioasă • Materiale: ulei/pânză• Dimensiuni: 134.5x65cm• Datare: 1894• Colecție: MNAB Țărancă voioasă este o pictură realizată de pictorul român Nicolae Grigorescu în anul 1894. Țăranca voioasă este un exemplar tipic din satele românești din acele vremuri și nu numai. Toate fetele prezentau un obraz sănătos, colorat și o bună dispoziție care transpira din atitudinea provocatoare ce-o afișa în fața bărbatului. Privirea îndrăzneață denotă dorința de-a cerceta istețimea bărbatului, ea fiind gata să concureze în glume pline de ironie, așa cum se întâmpla tradițional la horele satului, la clăci sau la șezătorile de iarnă. Tendința principală a operei lui Grigorescu s-a manifestat în sublinierea sănătății morale și a marilor calități fizice și morale ale oamenilor din mediul rural, mai mult decât prezentarea vieții grele și de mizerie din acele vremuri. Critica socială a fost reprezentată în tematica bordeielor și a târlelor. El a închegat o lume a satului plină de farmec și de căldură, prin etalarea sentimentală a personajelor ce i-au stat ca model în nenumăratele portrete de țărăncuțe și ciobănași ca Țăranca din Muscel, Mocanul, Țăranca de la munte și Țăranca cu maramă. Vezi articolul principal: Țărancă voioasă              |
|  | Titlu: Evreu cu gâscă • Materiale: ulei/pânză• Dimensiuni: 43x75cm• Datare: nedatat/estimat 1878-1881• Colecție: MNAB Evreu cu gâscă cunoscut și sub numele de Un cetățean în perspectivă este o pictură de gen realizată de artistul român Nicolae Grigorescu în anul 1880. Primul nume cu care este cunoscut tabloul, este cel pe care l-a purtat la expoziția de la Paris la Salonul Oficial din anul 1880 - Juif moldave allant demander la naturalisation à l'Assemblée roumaine. Lucrarea nu a fost datată și aparține astăzi Muzeului Național de Artă al României. Opera Evreu cu gâscă este o satiră a situației în care ajungeau petiționarii evrei în fața autorităților statului. Operele de artă al căror caracter definitoriu este satira s-au dovedit a fi cele mai bune lucrări din arta plastică internațională, iar cele care polemizează cu instituțiile dominante teritoriale sunt și mai rare. Au existat întotdeauna caricaturi și pamflete prin ziare și publicații chiar din Evul Mediu. Dar, tablourile ce tratează un astfel de subiect sunt destul de rare. Ca atare, lucrarea lui Nicolae Grigorescu se dovedește a fi un aport semnificativ prin înalta sa valoare artistică la această nișă a picturii europene din acea epocă. Vezi articolul principal: Evreu cu gâscă |
|  | Titlu: Portret de femeie • Materiale: ulei/pânză• Dimensiuni: 57.5x43.5cm• Datare: nedatat/estimat 1885-1895• Colecție: MZ Se poate vedea, privind Portretul de femeie de la Zambaccian, plăcerea cu care a pictat Grigorescu un chip de femeie. Privindu-l, se ghicește știința artistului de a surprinde acea reverie vagă, acea fluturare de dorințe și gânduri ale tinereții, uneori nelămurite. Ca nimeni altul. Grigorescu a redat gura întredeschisă, ochii visători și șuvițele de păr care cad pe frunte în dezordine, totul fiind scăldat într-o lumină care-și etalează spectrul în mii de nuanțe. Pictorul a creat astfel, o imagine de o rară gingășie, cu un farmec pătrunzător. Vezi articolul principal: Portret de femeie |
|  | Titlu: Hanul de la Orății • Materiale: ulei/pânză• Dimensiuni: 32.5x55.5cm• Datare: nedatat• Colecție: MNAB Hanul Orății a existat în realitate, el fiind localizat în acele vremuri pe șoseaua dintre Ploiești și Brașov, în apropiere de localitatea Posada. După cum se știe, pictorul român a fost de multe ori la Posada, mai ales în ultima perioadă a carierei sale. Descrierea scenei este simplă: un car cu boi merge agale în lumina solară de amiază, pe drumul care trece, dintre dealurile aflate în spate, prin fața hanului, în timp ce, în partea dreaptă a pânzei, alte care au poposit pentru odihnă. Dacă descriere a fost simplă, peisajul este vast și complex. Vezi articolul principal: Hanul de la Orății |
|  | Titlu: Luminiș • Materiale: ulei/pânză• Dimensiuni: 54.5x81.5cm• Datare: 1896• Colecție: MNAB În tabloul Luminiș, se vede influența puternică pe care perioada în care a zăbovit în pădurile de Fontainebleau de la Barbizon, a lăsat-o în memoria pictorului român. Pe parcursul întregii sale cariere, el a rămas credincios acestui motiv care i-a relevat mai mult decât oricare altele, măreția luminii și efectele de umbre pe care aceasta le lasă în frunzișul mereu fremătând al pădurii. Simfonie de lumini a toamnei, care învăluie cu blândețe totul, Luminișul din 1896 s-a constituit a fi o chintesență a ceea ce artistul a știut să exprime și să vadă din marea poezie a priveliștilor din România. Vezi articolul principal: Luminiș |
|  | Titlu: Țărancă citind • Materiale: ulei/pânză• Dimensiuni: 27x19cm• Datare: 1896• Colecție: MNAB Țărancă citind este un exemplu tipic care ilustrează deosebirea dintre o pictură pornită de la o observație adevărată și o alta de chic, cum se spune de obicei în limbajul de atelier. De fapt acest tablou este o eboșă care a rămas în prima fază a execuției sale. Se vede clar, într-un mod evident, că ea a fost făcută după model cu o mare pasiune și cu mult drag. Probabil că tabloul a fost dăruit lui William Ritter la o vizită a acestuia la casa pictorului de la Câmpina. Vezi articolul principal: Țărancă citind |